# Matràs de coll de cigne

Matràs de coll de cigne utilitzada per Louis Pasteur

El matràs de coll de cigne és un aparell inventat per Louis Pasteur al segle xix. Pasteur que volia demostrar amb aquell invent que els brous, sopes, purés… es podrien per culpa dels microorganismes que hi queien, així que va idear el matràs de coll de cigne perquè el seu mecanisme impedia que els microorganismes poguessin entrar dins i generessin la putrefacció. Pasteur va posar damunt d'una taula dos matrassos, tots dos amb el mateix brou, però un dels matrassos es va trencar, fet que va facilitar l'aparició de microorganismes. Al cap d'unes hores va veure que el contingut del matràs trencat estava podrit i el del matràs no trencat encara no; el matràs no trencat es podriria igual, però tardaria molt més a fer-ho.